# 光隐螺属
光隐螺属（学名：Camitia）是钟螺科的一属。

## 下属物种
本属包括以下物种：
- Camitia rotellina (Gould, 1849)